# BET Hip-Hop
Pour les articles homonymes, voir BET.
BET Hip-Hop est une chaîne de télévision américaine basée à Washington, D.C., dérivée de la chaîne BET. La chaîne diffuse des programmes liés au hip-hop, principalement des clips de rap.
Elle a été créée le 1er juillet 2002. Aujourd'hui elle appartient au groupe Viacom.